# Oliarus instabilis
Oliarus instabilis är en insektsart som beskrevs av Giffard 1925. Oliarus instabilis ingår i släktet Oliarus och familjen kilstritar.

## Underarter
Arten delas in i följande underarter:
- O. i. bryani
- O. i. craw
- O. i. erhorni
- O. i. osborni
- O. i. terryi
- O. i. williawsi